# Першинське
Пе́ршинське (рос. Першинское) — село у складі Далматовського району Курганської області, Росія. Адміністративний центр та єдиний населений пункт Першинської сільської ради.
Населення — 224 особи (2017, 284 у 2010, 443 у 2002).
Національний склад станом на 2002 рік: росіяни — 84 %.